# アイルランド人奴隷の神話

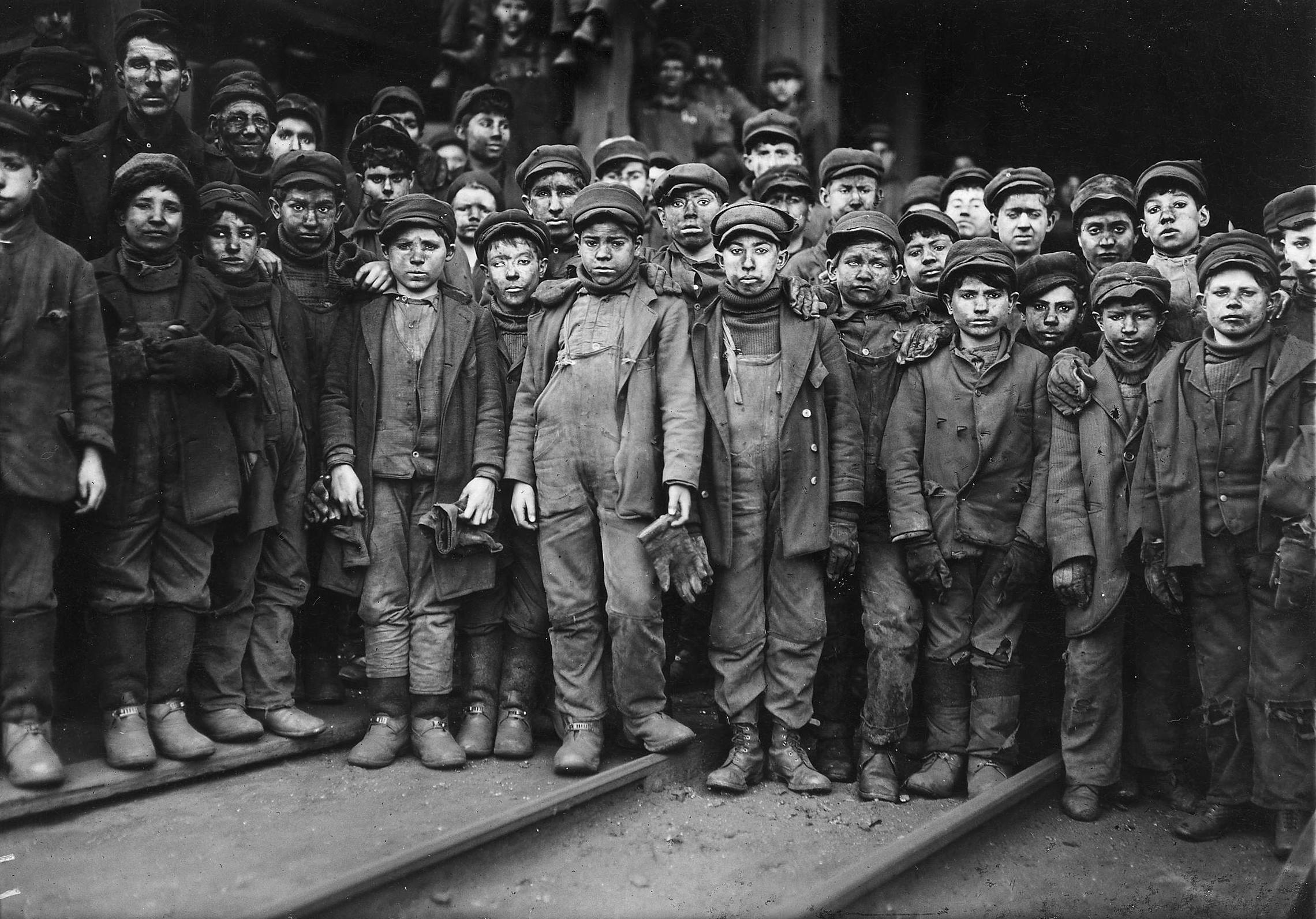
「神話」の拡散に悪用された写真の内の一枚。実際は1910年ペンシルバニア州ピッツトンのブレーカー・ボーイを写したもの。ルイス・ハイン撮影。

アイルランド人奴隷の神話は、17世紀から18世紀の間に年季契約移民や国外追放者として世界の各地に渡ったアイルランド人が、同時期に大西洋奴隷貿易によって誘拐されその子孫ともども動産奴隷として扱われていたアフリカ人と同程度の、時にはそれ以上の非人道的な扱いを受けていたと主張する「神話」である。この文脈における「神話(myth)」とは「安全神話」と同様「集団内で共有される根拠のない話」を意味する。
白人民族主義者の一部や、そうでなくともアフリカ人がその子孫までも世襲的に動産奴隷とされた事実を極力矮小化したいと考える人々は、アイルランド系移民とアフリカ人奴隷を不当に同一視するこの「神話」を利用して、アフリカ系アメリカ人に対する差別の存在を否定し、あるいは差別是正を求めるアフリカ系アメリカ人の不満の声は大げさすぎると主張する 。また、大西洋奴隷貿易を通じて利益を得た者の中にはアイルランド人もいたことを隠蔽するためにも用いられる 。この「神話」は遅くとも1990年代から流布しており、インターネット・ミームやソーシャルメディア上での議論を通じて拡散された 。2016年には大学の教育者やアイルランド史の学者がこの神話を非難する文章を執筆している。2020年、ロイター社はファクトチェックを公開し、この「神話」が虚偽であると結論付けた。

## 共通点
この「神話」を拡散させたミームの典型的な要素として以下に挙げるものが確認される。
- 歴史家やマスコミはアイルランド人奴隷が存在していたことを隠蔽しようとしている、という陰謀論を展開する。
- 1649年のクロムウェルのアイルランド侵略以来、全てのアイルランド人が奴隷化されたと主張する。
- アイルランド人奴隷はアフリカ人奴隷よりも酷く扱われたと主張する。
- アイルランド人女性はアフリカ人男性との交配を強いられたと主張する。
- アフリカ系アメリカ人が受けてきた差別の歴史を  "The Irish were slaves, too. We got over it, so why can't you?" (アイルランド人だって奴隷だったよ。私たちは乗り越えたんだから、君たちにもできるだろ) といったミームを用いて矮小化する。
- ホロコーストや20世紀の児童労働の写真に対する、被写体はアイルランド人奴隷である主張する。
- 1625年、何千人ものアイルランド人捕虜を西インド諸島へ奴隷として送る宣言がジェームズ2世によってなされたと主張する。当時ジェームズ2世はまだ生まれておらず、戴冠したのは1685年。1625年というのはジェームズ1世の統治が終わり、チャールズ1世が王位に就いた時期である。
- 残虐行為の犠牲となったアフリカ人奴隷を、アイルランド人へとすり替える。ゾング号事件が特に好まれる題材である。

## 背景
17世紀から19世紀にかけて、数万人ものイギリス人とアイルランド人が英領アメリカへと移住し、年季奉公の形で働いていた。彼らの大部分はアメリカへの渡航費用を後払いするため幾年かの間年季奉公することを自らの意思で選んだ者たちだったが、残りの少なくとも10000人は反乱や他の罪状のために流罪となり、所定の期間強制労働に従事することとなった者たちであった。
これと同時期に、大西洋奴隷貿易によって何百万ものアフリカ人が奴隷にされ、英国領をはじめとしたアメリカ大陸の各地へと移送され、強制労働に従事した。アイルランド・アフリカ・カリブ海におけるアフリカ貿易を通じ、アイルランド人は奴隷商人・仲買人・投資家・奴隷の所有者といった様々な立場で利益を享受してきた。歴史家のニーニ・ロジャースによれば、あらゆるアイルランド人の集団が奴隷貿易や奴隷植民地の拡大によって利益を得る商人を輩出していた 。アイルランド人の年季契約移民とは異なり、一般的なアフリカ人奴隷は生涯奴隷の立場を強制され、更に彼らの子供も生まれた瞬間から奴隷の身分を課されていた。